# Desmoscelis
Desmoscelis es un género con tres especies de plantas fanerógamas pertenecientes a la familia Melastomataceae. Es originario de Brasil. 

## Taxonomía
El género fue descrito por Charles Victor Naudin y publicado en Annales des Sciences Naturelles; Botanique, sér. 3 12:, en el año 1849.